# Godzilla
Cet article possède des homonymes et des paronymes, voir Godzilla (homonymie) et Gojira (homonymie).
Godzilla (ゴジラ, Gojira) est un kaijū (un monstre) du cinéma japonais et une figure emblématique de la culture populaire. Créé par Tomoyuki Tanaka (producteur), Ishirō Honda (réalisateur) et le studio Tōhō, il a révolutionné le genre du kaijū eiga (怪獣映画, litt. « cinéma des monstres ») à partir de 1954. La thématique de la saga exploite les thèmes écologiques et la peur du nucléaire dans un Japon d'après-guerre traumatisé par les bombardements atomiques.
Dans la trentaine de films de la saga cinématographique produits entre 1954 et 2024 (et autant de comics, mangas, séries et jeux vidéo), Godzilla est tantôt vu comme une menace pour l'humanité, tantôt allié des humains contre d'autres monstres.

## Étymologie
Le nom original japonais de Godzilla est ゴジラ (Gojira). Il est formé d'une combinaison de deux autres mots japonais : ゴリラ (gorira, gorille) et 鯨 (くじら, kujira, baleine). Ce nom serait issu d'une phase de plans préparatoires où Godzilla fut décrit comme « un croisement entre un gorille et une baleine » en référence à sa taille, sa force et ses origines aquatiques. Une autre origine évoquée serait que ゴジラ (Gojira) était le surnom d'un stagiaire machiniste au studio Tōhō à l'époque.
Il est arrivé que le nom de Godzilla soit écrit avec des caractères kanji comme 呉爾羅, mais ces caractères n'ont qu'une valeur phonétique, selon le principe d'un ateji.
Godzilla est la prononciation occidentale du nom japonais Gojira (ゴジラ), qui se prononce dans sa langue d'origine « Godjira », avec un r battu latéral proche d'un l.

## Création cinématographique de Godzilla

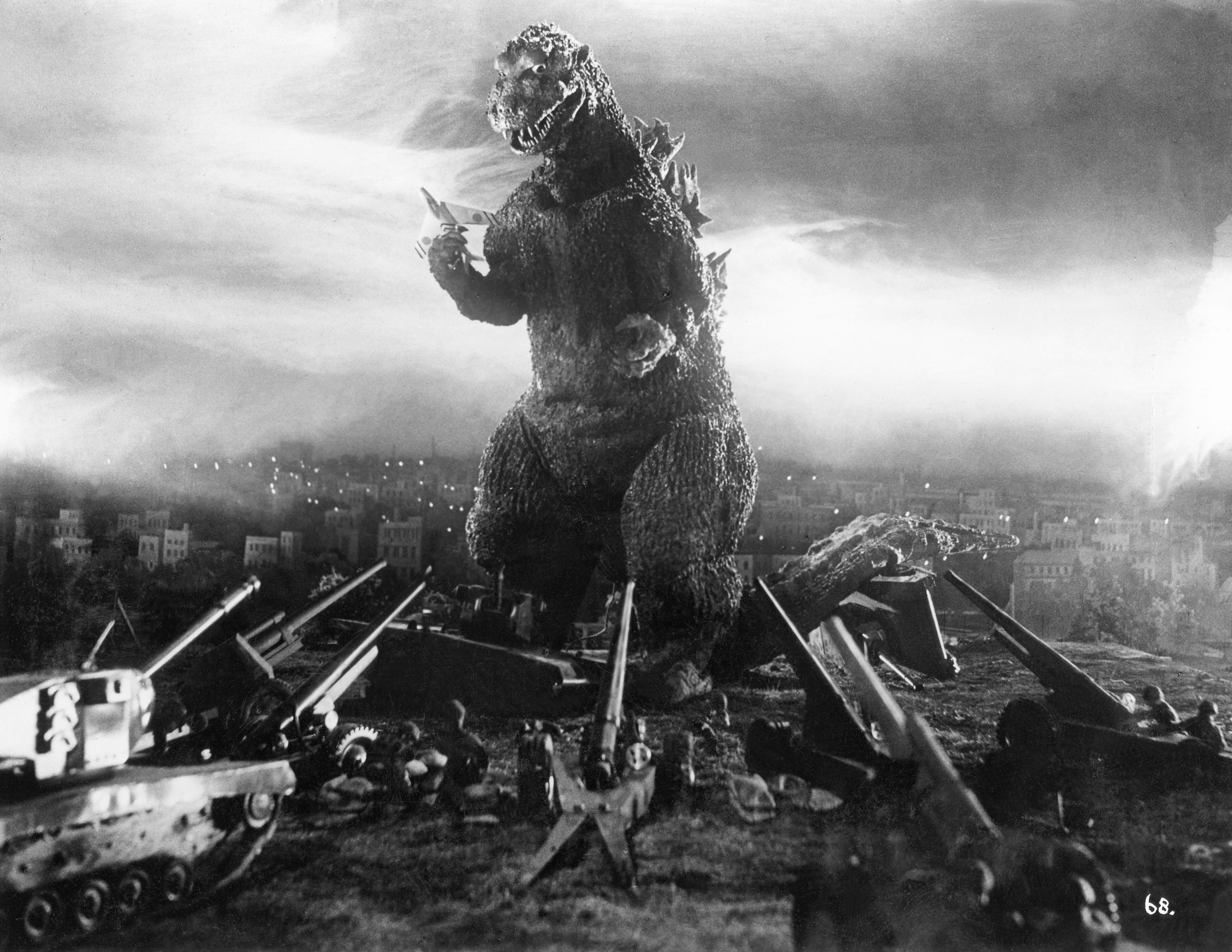
Première apparition de Godzilla, en 1954.

Dans les années 1950, divers projets de films fantastiques sont mis en chantier par les studios de cinéma américains. En 1952, la re-sortie mondiale sur grand écran de King Kong connaît un franc succès au box-office. Le Français Eugène Lourié réalise ainsi Le Monstre des temps perdus (The Beast from 20,000 Fathoms), où un dinosaure, tiré de son sommeil par des essais nucléaires, gagne New York avant d'être abattu par les militaires.
Au même moment, le producteur Tomoyuki Tanaka pense à mettre sur pied un kaijū eiga画 (extra « film de monstres au Japon »). Dans le scénario original de Shigeru Kayama (sous le titre Katei niman mairu karakita no dai-kaiju ou « le grand monstre venu de 20 000 lieues sous les mers »), un monstre sous-marin antédiluvien est réveillé par des essais nucléaires dans le Pacifique. Irradié, il détruit Tokyo avant de retourner dans la mer. Le second scénariste, Takeo Murata, ajoute la tragédie du docteur Serizawa, le scientifique à l'origine de l'Oxygen Destroyer, qui préfère se suicider plutôt que de voir son invention devenir une arme dans les mains du gouvernement.
Le premier film est tourné sous la direction d'Ishirō Honda, neuf ans après les bombardements atomiques. Godzilla (ゴジラ, Gojira) est un très gros succès au Japon avec plus de 9 millions de spectateurs. Mais, il est fortement censuré aux États-Unis où il bénéficie d'un montage différent, notamment pour y inclure des scènes tournées avec l'acteur Raymond Burr (Perry Mason, L'Homme de fer). Avec les scènes additionnelles et d'autres supprimées, Godzilla dure seulement 81 minutes, contre 98 pour la version originale japonaise[réf. nécessaire]. Ce second montage minimise l’implication des essais nucléaires américains dans la création du monstre. En France, il a fallu attendre 1997 pour que les éditions HK Video, label créé par Christophe Gans, commercialisent une VHS avec le montage original de 1954, en version originale sous-titrée en français.
Godzilla meurt à la fin du film original, mais un autre Godzilla fait surface dans Le Retour de Godzilla en 1955. S'ensuit alors une longue série principale de films classés sous quatre « ères » : Shōwa (1954-1975), Heisei (1984-1995) , Millennium (1999-2004) et Reiwa (2016-). Tous les films ne sont pas des suites canoniques et beaucoup ont leur propre continuité.
En 2014, en collaboration avec la Tōhō, Warner Bros. et Legendary Entertainment mettent en place un univers cinématographique américain, le MonsterVerse, qui met en scène Godzilla, ainsi que d'autres monstres de la Tōhō.

### Apparence
Pour incarner le monstre dans la saga, il est demandé à un cascadeur d'endosser un costume. Le sculpteur Sadami Toshimitsu construit trois prototypes, dont un seul sera retenu sous la supervision de Eiji Tsuburaya, spécialiste des effets spéciaux. L'homme dans le costume de latex, Haruo Nakajima, est filmé au ralenti pour accentuer l'impression de lourdeur et de gigantisme du monstre. On utilise également une marionnette animée, ainsi qu’une figurine mécanique radio-commandée. Dans les films plus récents, comme celui de 2014, c'est par capture de mouvement que le monstre prend vie.
L'apparence approximative de Godzilla, indépendamment de la conception de la combinaison utilisée par l'acteur dans les différents films, est celle d'un  dinosaure colossal d'apparence mutante, recouvert d'écailles rugueuses et bosselées de couleur grises anthracite et avec une queue longue et puissante. Godzilla est une « chimère » inspirée de divers reptiles préhistoriques, dont les descriptions ont été glanées dans des livres de dinosaures pour enfants et des illustrations à partir d'un numéro du magazine Life : Godzilla a la tête et le bas du corps d'un T.rex, une triple rangée de plaques osseuses dentelées sur le dos qui rappellent un stégosaure, le cou et les avant-bras d'un iguanodon, et la queue et la texture de la peau d'un alligator. L'aspect de Godzilla reste, de manière générale, humanoïde, du fait que ce monstre se tient droit sur ses deux pattes postérieures. C'est ainsi qu'on s'est représenté les dinosaures bipèdes durant des décennies. Dans la version de 2014 et ses suites, il reprend son ancienne apparence, légèrement modernisée. Le fait que Godzilla change, même résiduellement, dans chaque film, même canoniques, peut s'expliquer par le fait que les créatures géantes comme lui sont en constante évolution, à cause des radiations.
Son rugissement est resté le même d'un film à l'autre, changeant seulement de « hauteur », comme dans les deux premiers films de « l'ère Heisei » (1984-1995), où il est devenu plus lourd et plus profond, avant de revenir au son plus classique avec seulement de légères variations dans la hauteur et, occasionnellement, une sorte de « bruit de fond » inséré dans la piste sonore principale.

### Nature et origines de Godzilla
Godzilla est l'un des derniers représentants d'une espèce de reptile préhistorique géant dont la représentation change d'un film ou une saga à un/une autre : dans le premier film, la série Shōwa et Millenium (ainsi que dans la franchise en général), il est un animal géant semi-aquatique du Mésozoïque réveillé à la suite de la présence de radiations relâchées par les hommes, tandis que dans la série Heisei, il est considéré comme un dinosaure théropode nommé Godzillasaurus (ゴジラザウルス), qui a muté à la suite d'un contact avec la radioactivité. Cependant, vu que dans le film Godzilla vs King Ghidorah (1991), dans lequel on apprend cette information, Godzilla réapparaît alors que les protagonistes ont pourtant fait en sorte qu'il ne subisse pas sa mutation, cette origine peut être remise en cause. Selon les versions, le monstre est endormi ou en activité lorsqu'il est exposé à des radiations dues à des essais nucléaires dans l'océan Pacifique ou lorsqu'un autre événement d'ampleur survient. Sa taille varie de 50 à 100 mètres de haut, pour un poids allant de 20 000 à 90 000 tonnes, mais dans GMK, c'est un yōkai provenant des âmes des victimes de la Seconde Guerre mondiale et la série Godzilla (en) (d'Hanna-Barbera Productions) le décrit comme une créature dont on ignore l'origine.
Dans le remake de Roland Emmerich et la série animée Godzilla, la série, il s'agit d'un descendant d'une population d'iguanes qui ont survécu aux essais nucléaires français sur les îles Tuamotu, à la suite desquels ils ont subi une mutation.
Dans la version de 2014 et du MonsterVerse, l'histoire de Godzilla reprend celle d'origine. C'est un animal dont l'espèce avait vu le jour pendant le Permien, qui vivait aussi sur Terre avec d'autres espèces d'animaux géants et qui se nourrissait des radiations naturellement présentes sur Terre avant que l'extinction Permien-Trias ait lieu. Par la suite, ne trouvant plus de quoi se nourrir, les radiations ayant fortement diminué, ces animaux durent vivre dans les profondeurs de la Terre, près du noyau terrestre qui leur assurait une « alimentation » constante. On apprend aussi qu'avant de s'enfuir sous terre, ils eurent le temps de côtoyer les êtres humains, qui les vénéraient comme des dieux : de là sont nés les nombreux mythes et légendes sur ces créatures. Par ailleurs, Godzilla diffère des versions précédentes par sa taille puisque celle-ci est de 108 mètres dans le premier film et de 120 mètres dans le second film.
Dans le film Shin Gojira de Hideaki Anno, Godzilla est une créature marine préhistorique, qui a émergé pour la première fois au Paléozoïque, qui s'est retrouvée entourée de déchets nucléaires sur le fond de la mer dans les années 1950 et s'est rapidement adaptée pour y résister, ce qui l’a rendue métamorphe. Au fur et à mesure que la créature évoluait et commençait à se nourrir de matières radioactives, elle a progressivement grandi pendant une période de 60 ans avant de prendre une forme capable de venir à terre. Après être arrivée à terre, la créature continue à évoluer et à grandir jusqu'à ce que les bras poussent et qu'elle commence à se tenir debout. Sa taille varie selon ses formes (il y a cinq formes dans le film) : sa première est invisible dans le film, mis à part sa queue dont on ignore la taille, la seconde forme mesure 28 mètres de haut et 122 mètres de long, la troisième forme mesure 57 mètres de haut et 168 mètres de long et la quatrième forme 118 mètres de haut et 333 mètres de long. La « cinquième forme » consiste à faire sortir des créatures humanoïdes de la queue de Godzilla, après que celui-ci a été congelé.
Dans la trilogie de Godzilla : La Planète des monstres, Godzilla : La Ville à l'aube du combat et Godzilla : Le Dévoreur de planètes, il est un des résultats finaux de la sélection naturelle et appartient a une espèce très évoluée descendant des plantes (ce qui fait de lui, de par le fait, une plante également). Par ailleurs, dans cette trilogie, Godzilla règne sur la Terre depuis 20 000 ans dans le futur après l'exil de l'espèce humaine (ceux qui sont restés sur Terre ont évolué jusqu'à donner naissance aux houtuas, une espèce à part entière d'hybrides d'hommes et de papillons). Sa taille atteint ici 300 à 400 mètres de haut.
Dans la série Godzilla : L'Origine de l'invasion (en), Godzilla est une créature semblant être connectée à une prédiction apocalyptique datant du Japon féodal ; dans la continuité de la série, il s'agit d'une créature draconienne et métamorphe, d'origine extra-dimensionnelle ou extraterrestre, apparue en 2030, année où se déroulent les évènements de la série.

### Facultés
Le pouvoir de prédilection de Godzilla est son souffle atomique. À chaque fois qu'il s'apprête à l'utiliser, ses plaques dorsales s'illuminent. Le souffle atomique de Godzilla est bleu dans l'intégralité des films, sauf dans Godzilla 2000 et Godzilla X Megaguirus où il est orange et dans Godzilla x Kong : Le Nouvel Empire où son souffle atomique est magenta vif.
Godzilla semble aussi, comme la majorité des autres monstres, de par leur nature, posséder des facultés régénératrices, ce qui explique son invulnérabilité aux armes à feu. Faculté qui est confirmée dans Godzilla Minus One.
Dans Godzilla contre Mecanik Monster, Godzilla peut absorber l'électricité et la faire ressortir pour créer un champ magnétique.
Dans Godzilla vs Mechagodzilla 2, Godzilla parvient à renvoyer des décharges électriques qu'il reçoit.
Dans Godzilla vs Mechagodzilla 2, Godzilla vs Space Godzilla et Godzilla Final Wars, Godzilla peut lancer un souffle de chaleur radioactif surcomprimé rouge considéré comme son pouvoir le plus puissant.
Dans Godzilla X Megaguirus, la queue de Godzilla est préhensile.
Dans Shin Gojira, sa première forme peut projeter des giclées de sang chaud de ses branchies et sa quatrième forme cracher de la fumée et du feu de sa gueule dilatée. Son souffle atomique est ici remplacé par un laser mauve qu'il peut également projeter de ses plaques dorsales et de l'extrémité de sa queue. Il peut aussi déployer une membrane nictitante sur ses yeux pour les protéger.
Dans la trilogie des films Godzilla : La Planète des monstres, son souffle atomique est désormais une concentration d'énergie créée à partir de ses plaques dorsales et qui se concentre devant sa gueule, qu'il peut ensuite tirer, créant un énorme et puissant rayon d'énergie.
Dans Godzilla 2 : Roi des monstres, quand il entre en surchauffe d'énergie, Godzilla peut émettre des impulsions thermonucléaires.
Dans Godzilla x Kong : Le Nouvel Empire, après avoir évolué dans un glacier en absorbant les radiations du soleil qui s'y infiltrent, Godzilla peut entrer en surcharge et projeter de sa gueule, un puissant souffle en spirale qui est une version moderne du rayon en spirale de l’ère Hensei et du film Godzilla Final Wars.

### Monstres affrontés ou rencontrés par Godzilla
Les monstres croisant l’univers de Godzilla sont très nombreux, et certains parmi eux sont issus d’autres univers de fiction ou ont eu un succès qui a permis de les faire réapparaître dans d’autres films. Mothra, Rodan, Anguirus ou encore King Kong, issu quant à lui de films américains, ont ainsi leur propre histoire et une filmographie où ils n’apparaissent pas forcément avec Godzilla. La plupart des monstres rencontrés par Godzilla sont toutefois issus de créations de la Tōhō qui n’eurent pour vocation que d’apparaître pendant un film, comme Battra ou Ebirah. Certains parmi eux ont vu leur propre univers de fiction développé en parallèle avec celui de Godzilla et sont réapparus dans plusieurs films, tel King Ghidorah. On peut également citer Baragon, Biollante, Destoroyah, Gigan, Hedorah, Jet Jaguar, Kamacuras, King Caesar, Kumonga, Manda, Mechagodzilla, Megaguirus, Megalon, Moguera, Monster X, MUTO, Orga, Space Godzilla, Titanosaurus, Varan, Skar king, Shimo.
Godzilla a aussi eu trois fils : Minilla (qui apparait dans « l'ère Shōwa » et le film Final Wars), Godzilla Junior (qui le remplace dans « l'ère Heisei ») et Zilla Junior (qui occupe la place des deux précédents et le personnage principal dans Godzilla : la série, fils de la version américaine de Roland Emmerich ; il est adopté par Nick Tatopoulos, l'aidant face à d'autres monstres).

## Symbolique de Godzilla dans la culture populaire

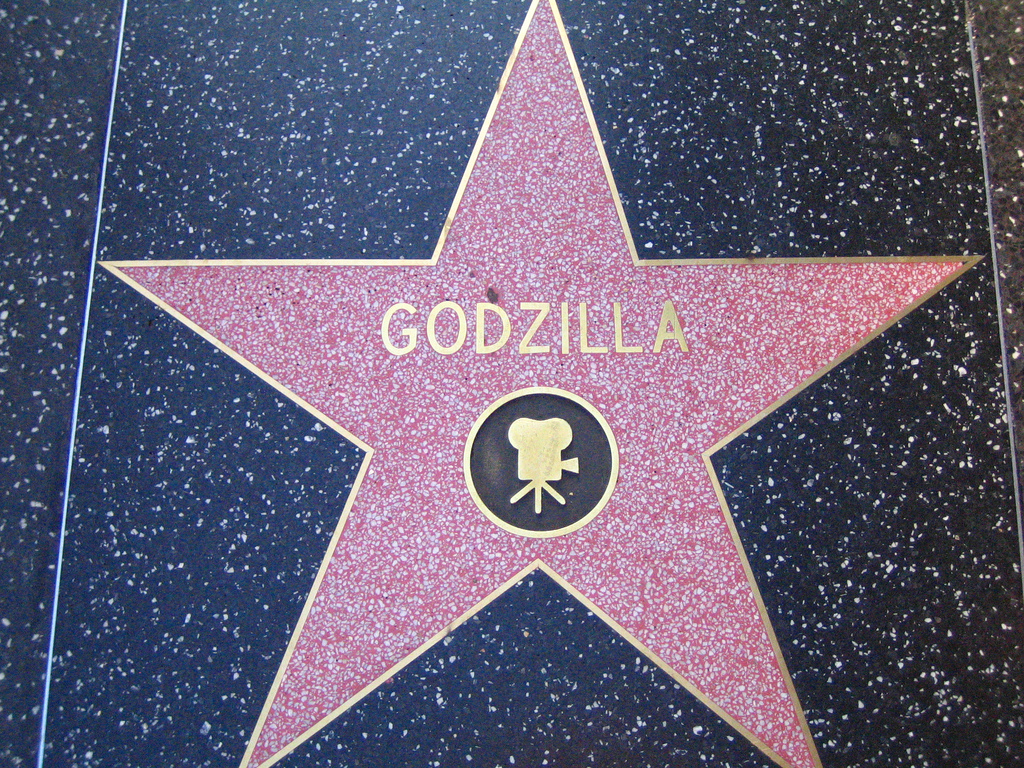
Étoile de Godzilla en 2004 sur Hollywood boulevard.

Godzilla est l'un des symboles de la culture populaire japonaise les plus reconnaissables à travers le monde, et le kaijū le plus connu de tous, à tel point qu'il possède sa propre étoile sur Hollywood Boulevard. On fait référence à lui ou bien on raconte son histoire comme dans le Godzilla de Michael Grave. C'est à la fois une métaphore cinématographique des États-Unis et une allégorie des armes nucléaires. Les premiers films, en particulier celui de 1954, dépeignaient Godzilla comme un monstre effrayant, triste produit des radiations atomiques. Il incarnait alors la peur de nombreux Japonais à la suite des bombardements d'Hiroshima et de Nagasaki et la possibilité qu'ils se reproduisent,.
Au fil des films, alors que ceux-ci deviennent de plus en plus destinés à un jeune public, Godzilla change : de monstre destructeur, il devient personnage héroïque. Dès lors, le personnage est présenté alternativement comme protecteur de la Terre (notamment du Japon contre les menaces externes) et comme porteur de destruction.
Godzilla est le deuxième des trois personnages de fiction ayant remporté le MTV Lifetime Achievement Award, qui lui a été décerné en 1996.
Godzilla est aussi une appellation donnée à la Nissan Skyline GT-R.

## Œuvres composant l'univers de fiction

### Films
Liste complète de films relatifs à Godzilla, par ordre de sortie :
1. 1954 : Godzilla (Gojira), de Ishirō Honda (renommé en 1956 "Godzilla King of the monsters" par Terry Morse)
2. 1955 : Le Retour de Godzilla (Gojira no gyakushû), de Motoyoshi Oda
3. 1962 : King Kong contre Godzilla (Kingu Kongu tai Gojira), de Ishirō Honda
4. 1964 : Mothra contre Godzilla (Mosura tai Gojira), de Ishirō Honda
5. 1964 : Monster of Monsters: Ghidorah (San daikaijū: Chikyū saidai no kessen), de Ishirō Honda
6. 1965 : Invasion Planète X (Kaijū daisensō), de Ishirō Honda
7. 1966 : Ebirah contre Godzilla (Gojira, Ebirā, Mosura : Nankai no daikettō), de Jun Fukuda
8. 1967 : La Planète des monstres ou Le Fils de Godzilla (Kaijūtō no kessen : Gojira no musuko), de Jun Fukuda
9. 1968 : Les envahisseurs attaquent (Kaijū sōshingeki), de Ishirō Honda
10. 1969 : Godzilla's Revenge (Gojira-Minira-Gabara : Oru kaijū daishingeki), de Ishirō Honda
11. 1971 : Godzilla vs Hedora (Gojira tai Hedorā), de Yoshimitsu Banno
12. 1972 : Objectif terre, mission apocalypse (Chikyū kōgeki meirei : Gojira tai Gaigan), de Jun Fukuda
13. 1973 : Godzilla 1980 (Gojira tai Megaro), de Jun Fukuda
14. 1974 : Godzilla contre Mecanik Monster (Gojira tai Mekagojira), de Jun Fukuda
15. 1975 : Les Monstres du continent perdu (Mekagojira no gyakushu), de Ishirō Honda
16. 1984 : Le Retour de Godzilla (Gojira), de Koji Hashimoto
17. 1989 : Godzilla vs Biollante (Gojira tai Biorante), de Kazuki Omori
18. 1991 : Godzilla vs King Ghidorah (Gojira tai Kingu Gidorā), de Kazuki Omori
19. 1992 : Godzilla vs Mothra (Gojira tai Mosura), de Takao Okawara
20. 1993 : Godzilla vs Mechagodzilla 2 (Gojira VS Mekagojira), de Takao Okawara
21. 1994 : Godzilla vs Space Godzilla (Gojira VS Supesugojira) de Kensho Yamashita
22. 1995 : Godzilla vs Destroyah (Gojira VS Desutoroia), de Takao Okawara
23. 1998 : Godzilla, de Roland Emmerich
24. 1999 : Godzilla Millennium (Gojira ni-sen mireniamu), de Takao Okawara
25. 2000 : Godzilla X Megaguirus (Gojira tai Megaguirus) de Masaaki Tezuka
26. 2001 : Godzilla, Mothra and King Ghidorah: Giant Monsters All-Out Attack (Gojira, Mosura, Kingu Gidorā : Daikaijū sōkōgeki), de Shūsuke Kaneko
27. 2002 : Godzilla X Mechagodzilla (Gojira tai Mekagojira), de Masaaki Tezuka
28. 2003 : Godzilla, Mothra, Mechagodzilla: Tokyo S.O.S. (Gojira tai Mosura tai Mekagojira : Tōkyō S.O.S.), de Masaaki Tezuka
29. 2004 : Godzilla: Final Wars (Gojira: Fainaru uōzu), de Ryūhei Kitamura
30. 2014 : Godzilla, de Gareth Edwards
31. 2016 : Godzilla Resurgence, de Shinji Higuchi et Hideaki Anno[12]
32. 2017 : Godzilla : La Planète des monstres, de Kōbun Shizuno et Hiroyuki Seshita
33. 2018 : Godzilla : La Ville à l'aube du combat, de Kōbun Shizuno et Hiroyuki Seshita
34. 2019 : Godzilla : Le Dévoreur de planètes, de Kōbun Shizuno et Hiroyuki Seshita
35. 2019 : Godzilla 2 : Roi des monstres , de Michael Dougherty
36. 2021 : Godzilla vs Kong, d'Adam Wingard et Gareth Edwards
37. 2023 : Godzilla Minus One, de Takashi Yamazaki[13]
38. 2024 : Godzilla x Kong: The New Empire, d'Adam Wingard

### Godzilla(1998)
Dans les années 1980, le réalisateur américain Steve Miner reçoit une « permission spéciale » de la Tōhō pour produire un film américain mettant en scène Godzilla. Avec l'illustrateur William Stout et le scénariste Fred Dekker, il tente de mettre sur pied le projet. Malheureusement, aucun studio américain ne veut investir. En 1992, TriStar acquiert les droits de Godzilla auprès de la Tōhō en vue de produire une trilogie. Les scénaristes Ted Elliott et Terry Rossio sont alors engagés. Ils livrent leur script final en 1994. Quelques mois plus tard, Jan de Bont est choisi comme réalisateur et débute la préproduction du film, prévu pour sortir à l'été 1996. Le réalisateur quitte finalement le projet après le refus de TriStar de lui allouer un budget de 100 à 120 millions de dollars.
Peu de temps avant la sortie en salles de Independence Day, le réalisateur Roland Emmerich et le producteur Dean Devlin signent pour reprendre le projet, à condition qu'ils puissent y apporter leurs propres idées. Ils réécrivent presque en intégralité le script initial de Ted Elliott et Terry Rossio. Écologiste et antinucléaire convaincu, Roland Emmerich décide d'y inclure des éléments liés aux essais nucléaires français (relancés par Jacques Chirac à Moruroa, en Polynésie française, après son élection en 1995).
Le tournage débute en mai 1997 à New York. La première de Godzilla a lieu un an plus tard en mai 1998. Le film remporte un franc succès mais sera désavoué par les fans du Godzilla japonais. La créature se voit renommée GINO (« Godzilla In Name Only » : « Godzilla seulement de nom »). La Tōhō, gênée par l'impopularité du film auprès de ses fans, décide plus tard de renommer la créature Zilla dans son répertoire de kaijū.

### Godzilla(2014)
Plus d'une décennie après le Godzilla de Roland Emmerich, les studios Legendary Pictures et Warner Bros achètent les droits de Godzilla à la Toho. Le producteur Brian Rogers annonce un nouveau Godzilla réalisé en image de synthèse qui affrontera « un ou plusieurs monstres ». Gareth Edwards, réalisateur du film Monsters, est attaché au projet. Le scénariste et réalisateur Frank Darabont retravaille un script de David Goyer, Max Borenstein et David Callaham.
Le scénariste Max Borenstein décrit une histoire « aussi terrifiante que réaliste, comme si l'incident avait vraiment eu lieu dans notre quotidien » mais qui reste également celle d'un « spectaculaire film de monstres (…) L'original est un superbe conte sur l'insignifiance de l'humanité face à la nature, mais aussi sur la force des humains lorsqu'il s'agit de survivre à un désastre de cette magnitude ». « Le nucléaire est très présent au cœur du film, et notre thème principal est l'homme contre la nature. Et dans ce combat, la nature gagne toujours », explique le réalisateur Gareth Edwards. « Godzilla est comme le dernier Samouraï : un ancien guerrier qui préfère rester à l'écart du monde, mais dont les évènements vont l'obliger à réapparaitre ». »
Legendary Pictures fixe la date de sortie à mai 2014, ce qui coïncide avec le 60e anniversaire de la sortie du film de Ishirō Honda.
Trois suites verront le jour : Godzilla 2 : Roi des monstres en 2019, Godzilla vs Kong, en 2021, et Godzilla x Kong : Le Nouvel Empire en 2024

### Godzilla Resurgence(Tōhō, 2016)
En 2015, le studio Tōhō annonce un reboot de sa propre saga avec Shinji Higuchi (L'Attaque des Titans) et Hideaki Anno (Neon Genesis Evangelion) aux commandes. Ce nouveau Godzilla Resurgence (シンゴジラ, Shin Gojira) est le vingt-neuvième opus de la saga japonaise, douze ans après Godzilla: Final Wars (Gojira: Fainaru uōzu) de Ryūhei Kitamura.

## Adaptations

### Télévision
- Godzilla fait ses débuts à la télévision dans la série Zone Fighter produite par la Tōhō, diffusée sur la télévision japonaise du 2 avril au 24 septembre 1973, avec un total de 26 épisodes. Cette série est apparentée au style tokusatsu. Les événements se déroulent entre Godzilla vs Megalon et Godzilla contre Mecanik Monster.
- En 1978 sort une série animée américaine : Godzilla (en). Il s'agit d'une coproduction entre Hanna-Barbera productions et la Tōhō. Elle est composée de deux saisons de 13 épisodes chacune. La série est diffusée sur NBC aux États-Unis et TV Tokyo au Japon. Au Japon, la série a été appelée Godzilla: Voyage Chronicles (ゴジラ:航海クロニクル).
- Godzilla Island (1997-1998)
- En 1998 sort une série d'animation nommée Godzilla, la série, qui fait suite aux événements du film Godzilla de Roland Emmerich. Elle est diffusée en France entre 1998 et 2000, et plus récemment en 2005.

### Musique
- Godzilla a inspiré le groupe de hard rock des seventies Blue Öyster Cult avec le titre Godzilla en 1977.
- Godzilla a aussi inspiré le groupe de death metal brésilien Sepultura avec le titre Biotech is Godzilla, sur l'album Chaos A.D. sorti en 1993.
- Le groupe de death metal français Gojira s'appelait "Godzilla" à sa création en 1996. Pour des raisons légales, le groupe change de nom en 2001 en adoptant l'orthographe japonaise du monstre[27].
- Le compositeur Eric Whitacre s' est inspiré de Godzilla pour composer son œuvre Godzilla eats Las Vegas en 1997.
- Le titre de l'album du rappeur français Disiz, en 2018, Disizilla, est un hommage à la créature japonaise.

### Comics et mangas
Des années 1970 à 2010, Godzilla est le héros de plusieurs séries de bandes dessinées publiées par différents éditeurs comme Marvel Comics, Dark Horse Comics ou encore IDW Publishing, notamment :
- 1977 - 1979 : Godzilla, King of the Monsters de Doug Moench et Herb Trimpe, publié par Marvel Comics
- 1988 - 1989 : The Return of Godzilla, publié par Dark Horse Comics
- 1995 - 1996 : Godzilla, King of the Monsters, publié par Dark Horse Comics
- 1998 - 1999 : The Return of Godzilla : Terror of Godzilla, publié par Dark Horse Comics
- 2011 - 2016 : Godzilla comics, publiées par IDW Publishing

### Jeux vidéo
De nombreux jeux sur Godzilla ont été développés, à partir de 1983 :
- 1983 : Commodore 64 – Godzilla – Jeu de stratégie.
- 1984 : MSX – Godzilla vs. 3 Major Monsters.
- 1985 : FM-7 et PC X-1 – Fierce Dragon Godzilla: Metropolis Destruction.
- 1985 : MSX – Gojira-Kun.
- 1986 : Apple II et Commodore 64 – The Movie Monster Game – Jeu où il faut démolir des villes.
- 1986 : MSX – Monster's Fair.
- 1989 : NES – Godzilla: Monster of Monsters – Ce jeu de plateforme permet d'incarner Godzilla ou Mothra, pour parcourir différentes planètes et affronter les monstres de l'espace.
- 1990 : Game Boy – Godzilla – Jeu de puzzle-plateforme où Godzilla est en représentation unique sur l'écran titre.
- 1992 : NES – Godzilla 2: War of the Monsters – Il s'agit là d'un jeu de stratégie au tour par tour où l'objectif est de combattre Godzilla et d'autres monstres de la série à l'aide d'une armée.
- 1993 : NEC PC-9801 – Godzilla.
- 1993 : Super Nintendo – Super Godzilla – Jeu où le monstre doit se frayer un chemin contre les forces terrestres et des ovnis pour affronter un monstre de la série, Bagan y fait son unique apparition car le film où il était prévu fut annulé. Godzilla a eu également droit à une transformation dans ce jeu appelée « Super Godzilla » lui donnant beaucoup plus de forces et de pouvoirs.
- 1993 : Arcade – Godzilla / Godzilla: Battle Legends – Premier jeu de combat de la franchise avec plusieurs monstres jouables.
- 1993 : Game Boy – King of the Monsters: Godzilla - Beat Them All sortie exclusivement au Japon.
- 1994 : Arcade – Godzilla Wars Jr.
- 1994 : Super Famicom – Godzilla: Monster War / Godzilla: Destroy All Monsters (Kaijuu Daikessen).
- 1995 : Sega Pico – Godzilla: Heart-Pounding Monster Island.
- 1995 : Saturn – Godzilla: Rettoushinkan / Godzilla: Archipelago Shock.
- 1995 : Game Gear – Godzilla: Kaijuu no Daishingeki.
- 1998 : CD-ROM – Godzilla Movie Studio Tour.
- 1998 : Jeu en ligne – Godzilla - The Aftermath.
- 1998 : PlayStation – Godzilla Trading Battle.
- 1998 : Dreamcast – Godzilla Generations – Sorti en même temps que la Dreamcast, ce jeu permet d'incarner différents monstres dans les villes du Japon ; l'objectif est de tout piétiner sur son passage.
- 1998 : Dreamcast – Godzilla Generations: Maximum Impact – Ce jeu de Godzilla très rare reprend le scénario de différents films sous forme de différents niveaux.
- 2000 : Game Boy Color – Godzilla The Series: Monster Wars – Le joueur incarne le Godzilla américain de la série animée.
- 2002 : Xbox et GameCube – Godzilla: Destroy All Monsters Melee – Jeu de combat en 3D avec décor destructible et pouvant se jouer jusqu'à quatre personnes.
- 2002 : Game Boy Advance – Godzilla Domination – Jeu de combat entre monstres géants.
- 2004 : Xbox et PlayStation 2 – Godzilla: Save the Earth et Godzilla : Unleashed – Similaire à Destroy All Monsters, mais avec plus de monstres. Unleashed ressemble à Save The Earth mais a la même histoire que la version Wii de Godzilla Unleashed.
- 2007 : Wii – Godzilla: Unleashed – Similaire à Destroy All monsters et à Godzilla Save The Earth, la grande nouveauté étant le nombre de monstres, porté à 23 dont plusieurs totalement inédits.
- 2007 : Nintendo DS – Godzilla Unleashed: Double Smash – Similaire à Godzilla: Unleashed mais sur console portable.
- 2009 : iOS – Godzilla: Monster Mayhem.
- 2013 : iOS et Android – Monster Strike – Jeu de RPG et stratégie multijoueur.
- 2014 : Jeu en ligne – Godzilla: Crisis Defense.
- 2014 : iOS et Android – Godzilla: Strike Zone.
- 2014 : iOS et Android – Godzilla Smash3.
- 2014 : PlayStation 3 et PlayStation 4 – Godzilla[28] – Jeu de combat entre divers kaijus permettant d'incarner Godzilla mais aussi beaucoup d'autres monstres. Sur PlayStation 3, seuls Godzilla 90's, Godzilla 2014 et Godzilla Fusion peuvent être incarnés. Tous les monstres ne sont jouables qu'exclusivement sur PlayStation 4. Par ailleurs, les apparitions des armes célèbres utilisées par l'armée japonaise contre les kaijus sont à noter dans ce jeu telles que Super X, Super X II, Super X III, Gotengo ou l'Oxygen Destroyer.
- 2015 : Nintendo 3DS – Monster Strike – Similaire à Monster Strike sur smartphone.
- 2015 : iOS et Android – Godzilla: Kaiju Collection.
- 2017 : PlayStation Vita et PlayStation 4 – City Shrouded in Shadow.

#### Personnages jouables
| Monstre                                   | Destroy All Monsters Melee | Domination! | Save the Earth | Unleashed | Double Smash | Battle Legends (en) | Kaijuu Daikessen | Godzilla |
| ----------------------------------------- | -------------------------- | ----------- | -------------- | --------- | ------------ | ------------------- | ---------------- | -------- |
| Godzilla 1954                             | Non                        | Non         | Non            | Oui       | Non          | Oui                 | Non              | Non      |
| Godzilla 1964                             | Non                        | Non         | Non            | Non       | Non          | Non                 | Non              | Oui      |
| Godzilla 1990s                            | Oui                        | Oui         | Oui            | Oui       | Oui          | Oui                 | Oui              | Oui      |
| Godzilla 2000                             | Oui                        | Oui         | Oui            | Oui       | Oui          | Non                 | Non              | Non      |
| Godzilla 2014                             | Non                        | Non         | Non            | Non       | Non          | Non                 | Non              | Oui      |
| Godzilla Fusion (Godzilla Vs. Destoroyah) | Non                        | Non         | Non            | Non       | Non          | Non                 | Non              | Oui      |
| Anguirus                                  | Oui                        | Non         | Oui            | Oui       | Oui          | Oui                 | Oui              | Oui      |
| Mothra                                    | Non                        | Oui         | Oui            | Oui       | Oui          | Oui                 | Oui              | Oui      |
| Fire Rodan/Rodan                          | Oui                        | Oui         | Oui            | Oui       | Oui          | Oui                 | Non              | Oui      |
| King Ghidorah                             | Oui                        | Oui         | Oui            | Oui       | Oui          | Oui                 | Oui              | Oui      |
| Mecha-King Ghidorah                       | Oui                        | Non         | Oui            | Oui       | Non          | Oui                 | Non              | Oui      |
| Baragon                                   | Non                        | Non         | Oui            | Oui       | Non          | Non                 | Non              | Non      |
| Gigan                                     | Oui                        | Non         | Oui            | Oui       | Oui          | Oui                 | Oui              | Oui      |
| Jet Jaguar                                | Non                        | Non         | Oui            | Oui       | Non          | Non                 | Non              | Oui      |
| Megalon                                   | Oui                        | Oui         | Oui            | Oui       | Oui          | Oui                 | Oui              | Non      |
| King Caesar                               | Non                        | Non         | Non            | Oui       | Oui          | Non                 | Non              | Non      |
| Mechagodzilla                             | Non                        | Non         | Non            | Oui       | Non          | Oui                 | Oui              | Oui      |
| Super Mechagodzilla                       | Oui                        | Oui         | Oui            | Oui       | Oui          | Oui                 | Oui              | Oui      |
| Kiryu                                     | Oui,                       | Oui         | Oui            | Oui       | Non          | Non                 | Non              | Oui      |
| Titanosaurus                              | Non                        | Non         | Non            | Oui       | Non          | Non                 | Non              | Non      |
| Biollante                                 | Non                        | Non         | Non            | Oui       | Non          | Non                 | Oui              | Oui      |
| Battra                                    | Non                        | Non         | Non,           | Oui,      | Oui          | Oui                 | Non              | Oui      |
| Space Godzilla                            | Non                        | Non         | Oui            | Oui       | Non          | Non                 | Non              | Oui      |
| Moguera                                   | Non                        | Non         | Oui            | Oui       | Non          | Non                 | Non              | Non      |
| Destroyah                                 | Oui                        | Non         | Oui            | Oui       | Oui          | Non                 | Non              | Oui      |
| Orga                                      | Oui                        | Non         | Oui            | Oui       | Non          | Non                 | Non              | Non      |
| Hedorah                                   | Non                        | Non         | Non            | Non       | Non          | Oui                 | Non              | Oui      |
| Megaguirus                                | Non                        | Non         | Oui            | Oui       | Non          | Non                 | Non              | Non      |
| Varan                                     | Non                        | Non         | Non            | Oui       | Non          | Non                 | Non              | Non      |
| Obsidius                                  | Non                        | Non         | Non            | Oui       | Non          | Non                 | Non              | Non      |
| Krystalak                                 | Non                        | Non         | Non            | Oui       | Oui          | Non                 | Non              | Non      |
| Zilla                                     | Non                        | Non         | Non            | Non       | Non          | Non                 | Non              | Non      |
| King Kong                                 | Non                        | Non         | Non            | Non       | Non          | Non                 | Non              | Non      |
| Zone Fighter                              | Non                        | Non         | Non            | Non       | Non          | Non                 | Non              | Non      |
| Super X-2                                 | Non                        | Non         | Non            | Non       | Non          | Oui                 | Non              | Non      |
| Atragon                                   | Non                        | Non         | Non            | Non       | Non          | Non                 | Oui              | Non      |

## Dans la culture populaire
- Des clins d'œil sont faits à Godzilla dans de nombreux films, comme Y a-t-il enfin un pilote dans l'avion ? de Ken Finkleman, 1941 de Steven Spielberg, Waxwork 2: Perdus dans le temps d'Anthony Hickox, Armageddon de Michael Bay, Hollywood Boulevard de Joe Dante, Pee-Wee Big Adventure et Mars Attacks! de Tim Burton, ou encore Star Wars: Rogue One de Gareth Edwards.
- Dans l'univers de Pokémon, Tyranocif est un Pokémon inspiré de Godzilla et des dinosaures.
- Une série de cartes Yu-Gi-Oh! se nomme Kaiju et est inspirée de nombreux kaijū. Dans cette série, l'alter-égo de Godzilla est Dogoran.
- Godzilla est un personnage récurrent de la série télévisée Avez-vous déjà vu..?, où il est nommé Grodzilla.
- En 2020, une espèce de « guêpe parasitoïde capable d'aller sous l'eau pour mieux traquer sa proie », est baptisée Microgaster godzilla, en référence au monstre[36].

#### Bases de données et dictionnaires
- Ressource relative à la bande dessinée :   - Comic Vine
- Notices d'autorité :   - VIAF
  - BnF (données)
  - IdRef
  - LCCN
  - Israël
  - Tchéquie